# Onet.pl
Pour les articles homonymes, voir Onet.
Onet.pl est un portail web polonais fondé en 1996 par la société Optimus SA. Depuis 2012, le groupe Ringier Axel Springer Polska (pl), propriété de Ringier Axel Springer Media (pl), est l'unique propriétaire d'Onet.
Le portail est le média le plus cité en Pologne, et est également considéré comme l'une des marques polonaises les plus fortes. Depuis 2016, Bartosz Węglarczyk (pl) est le rédacteur en chef du portail.

## Histoire

### 1995: Avant le portail
Ryszard Garnczarski rejoint l'équipe d'Optimus SA en 1995, au poste de directeur adjoint de la filiale de Cracovie, dirigée par Leszek Kotula. Cette filiale devait se concentrer sur les télécommunications et participer à l'appel d'offres pour la concession GSM, dans lequel Era (pl) et Plus (pl) sont en concurrence. Cette initiative est finalement abandonnée. En 1995 ou 1996, Roman Kluska (pl), fondateur d'Optimus SA, rencontre Robert Konstanty, alors membre du conseil d'administration. Au cours de cette conversation, Kluska est convaincu de l'avenir d'Internet, ce qui l'incite à investir dans ce secteur. La société démarre trois mois avant le lancement d'Optimus Net.

### 1996: Lancement
Le portail est lancé le 2 juin 1996 sous le nom d'OptimusNet, mais il s'agit plutôt d'un annuaire web. L'objectif principal est de cataloguer les sites web polonais. Le nom de domaine Onet.pl apparaît à l'initiative de l'administrateur Zbigniew Zych en tant qu'abréviation du domaine OptimusNet en 1997. La même année, le portail commence à devenir un portail destiné à l'actualité.

### 2001-2006: ITI
Au milieu de l'année 2001, Onet.pl est racheté par ITI Corporation (pl). Le 28 février 2006, Grupa Onet.pl SA fusionne avec Onet.pl SA. La fusion a lieu par l'acquisition de tous les actifs d'Onet.pl SA par Grupa Onet.pl SA. Le 30 mai 2006, Onet.pl Group SA est racheté au groupe ITI par TVN SA. Le 3 novembre 2006, la société est retirée de la bourse.

### 2003-2014: Sites web des journaux hebdomadaires
Entre 2003 et 2014, le site officiel de Tygodnik Powszechny fonctionne dans le cadre d'Onet.pl. En septembre 2013, le site web de l'hebdomadaire Newsweek Polska, dont l'actionnaire principal est également Ringier Axel Springer Polska, est intégré à l'infrastructure du portail Onet.pl.

### 2008: Le nouveau onet.pl
Le 18 avril 2008, la version bêta de la nouvelle page d'accueil fait ses débuts sur le portail Onet.pl, disponible à l'adresse beta.onet.pl. La nouvelle version se distingue des versions précédentes par l'utilisation du XHTML comme l'un des principaux langages de description d'une page web. Les utilisateurs peuvent personnaliser le portail en ajoutant et en supprimant des gadgets qui peuvent être réglés en fonction de leurs préférences. Après un test bêta, la nouvelle version devient le site par défaut d'Onet,.

### 2012
En 2012, le groupe ITI décide de vendre 75,98 % de ses actions au conglomérat médiatique germano-suisse Ringier Axel Springer Polska pour 968,75 millions de złotys. Onet est évalué à environ 1,275 milliard de złotys,.
En juillet 2012, selon Megapanel PBI/Gemius, Onet.pl devance Facebook et YouTube.
Le 27 août 2012, sport.onet.pl fusionne avec le site eurosport.pl, géré par Eurosport Polska (pl). Le nouveau domaine est eurosport.onet.pl.

### 2017
Le 26 avril 2017, Ringier Axel Springer Media Group rachète au groupe TVN les 25 % restants du groupe Onet.pl,,. L'acquisition, le 1er mars 2017, donne lieu à un nouveau logo Onet, avec un motif de point jaune agrandi, symbolisant un projecteur éclairant un contenu pertinent. Onet se concentre sur les informations vérifiées face à l'augmentation des contenus de désinformation sur internet,.
L'application mobile d'Onet, introduite en 2016 avec une fonction vocale, remporte le prix INMA Global Media Award 2017 pour l'utilisation innovante de la technologie mobile. Grâce à cette fonctionnalité, les utilisateurs peuvent écouter les articles, rendant le contenu plus accessible au quotidien.

### 2021:Media bez wyboru
Le 10 février 2021, Onet participe à l'action Media bez wyboru (pl), qui consiste à s'abstenir de toute activité (publication d'informations et de publicités, arrêt de la diffusion) pour protester contre le projet annoncé par le gouvernement d'instaurer une taxe sur la publicité.

### 2022: Onet Premium et Onet Audio
En 2022, le nouveau service Onet Premium est lancé, offrant aux abonnés un accès illimité aux articles, podcasts et programmes vidéo d'éditeurs sélectionnés. Parallèlement à ce service, Onet Audio, une application qui permet aux utilisateurs d'écouter des podcasts et des articles sous forme audio, est également lancée,.

### 2023: Onet Watch
En 2023, Onet Watch est introduit, une nouvelle plateforme vidéo qui permet aux utilisateurs de regarder une variété de contenus vidéo, y compris des programmes d'information, des documentaires et des contenus de divertissement.

### 2025: Onet Chat AI et fonctionnalités d'IA
En janvier 2025, l'éditeur Onet annonce l'introduction d'un certain nombre de fonctionnalités utilisant l'intelligence artificielle : Onet Chat AI (un assistant virtuel, disponible sur la page d'accueil d'Onet, qui répond aux questions), Raccourcir un article avec IA (une fonction qui raccourcit un article publié sur Onet aux informations les plus importantes) et Résumer la journée avec IA (une fonction qui génère un raccourci avec des informations sur les événements les plus importants de la journée). Les fonctionnalités offertes par le portail sont le résultat d'une collaboration stratégique entre le conglomérat médiatique Axel Springer et OpenAI.

## Rédaction
- Bartosz Węglarczyk (pl) (depuis 2016) - directeur des programmes, puis rédacteur en chef d'Onet[28],[29]
- Paweł Ławiński (pl) (depuis 2016) - directeur adjoint des programmes, puis adjoint et premier rédacteur en chef adjoint d'Onet[30]
- Andrzej Stankiewicz (pl) (depuis 2016) - rédacteur en chef adjoint d'Onet pour l'information[30]
- Krzysztof Majak (depuis octobre 2023) - rédacteur en chef adjoint d'Onet, anciennement responsable de la page d'accueil d'Onet[31],[32]